# Botanischer Garten Freiburg
Der Botanische Garten Freiburg ist eine Einrichtung der Albert-Ludwigs-Universität Freiburg.

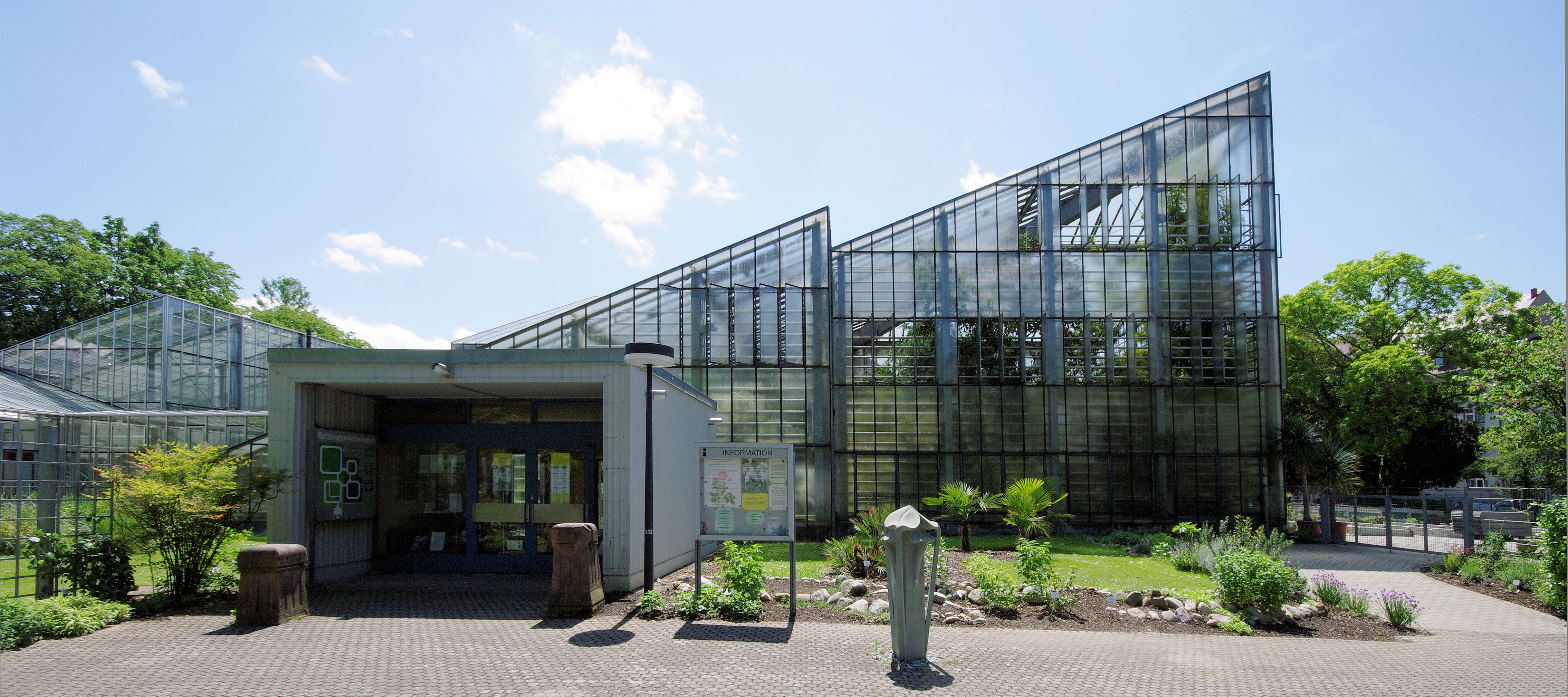
Schaugewächshäuser des Gartens

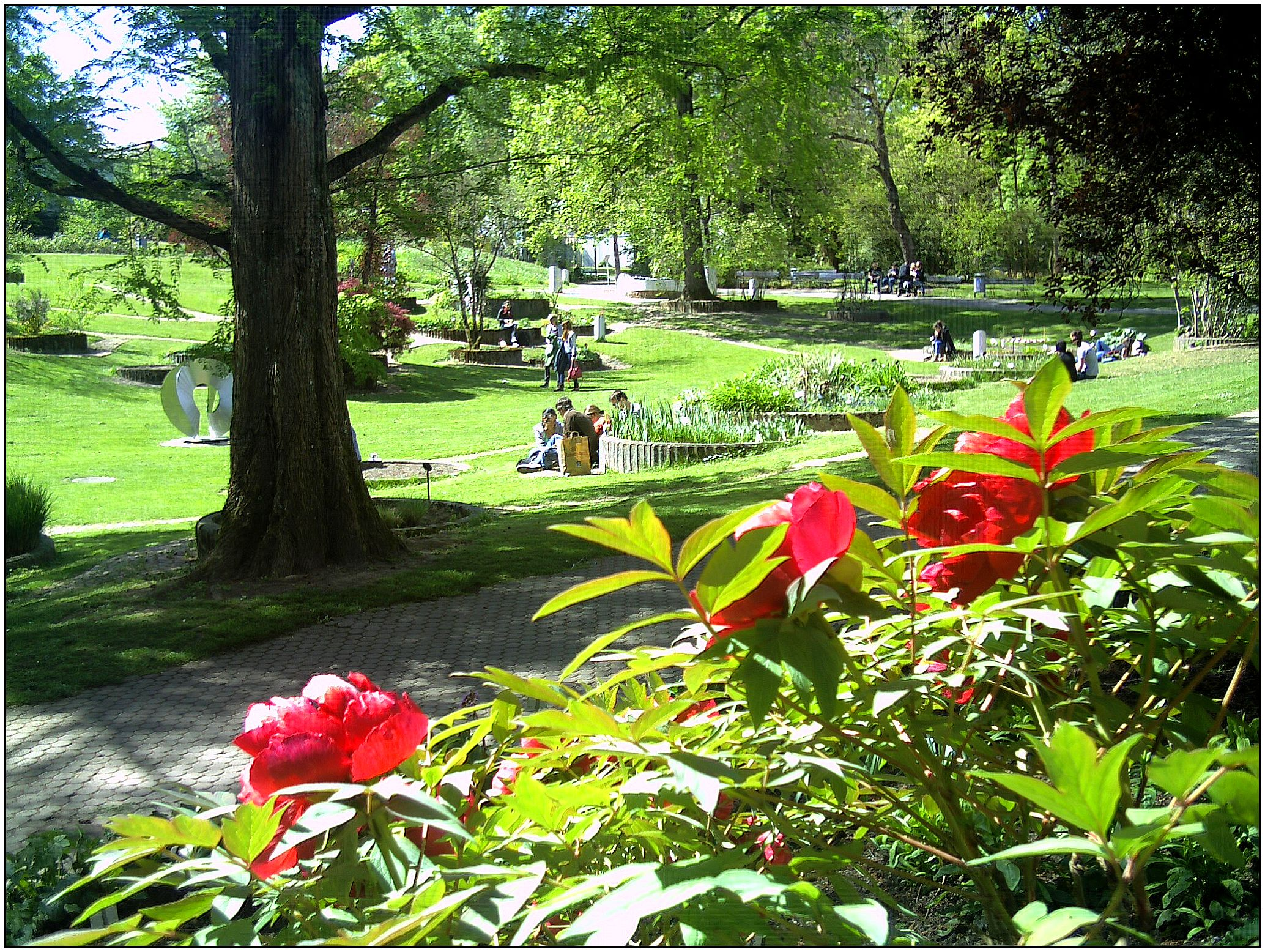
Zentrale Anlage

## Geschichte
Der Botanische Garten Freiburg wurde 1620 begründet. Er war damit einer der ersten in Deutschland nach Leipzig (1580), Jena, Heidelberg und Gießen. Der damalige Botanische Garten wurde von der medizinischen Fakultät als Lehrgarten angelegt und wurde im Dreißigjährigen Krieg zerstört. Danach wurde er wieder eingerichtet, musste aber 1677 nach der Annexion der Stadt durch Frankreich den von Vauban geplanten Festungsanlagen weichen.
Der zweite Botanische Garten wurde 1766 südlich der Dreisam im Bereich der heutigen Freiau eingerichtet und hatte eine Ausdehnung von 2,7 ha. Er war wiederum eine Einrichtung der medizinischen Fakultät der Universität. Er wurde durch Überschwemmungen bei Dreisam-Hochwasser sowie durch Einflüsse der Koalitionskriege mehrfach erheblich beeinträchtigt. Der Garten bestand bis 1878, erste Gewächshäuser wurden 1827/1828 eingerichtet. 1829 war der Bestand auf ca. 3.000 Pflanzenarten angewachsen.
Die Direktoren gehörten teilweise der philosophischen, teilweise der medizinischen Fakultät an. Neben Karl Julius Perleb und Fridolin Karl Leopold Spenner waren berühmte Botaniker unter den Direktoren, so Alexander Braun, Carl Wilhelm von Nägeli, Anton de Bary und Julius Sachs.
Nachdem der Garten an der Dreisam aufgegeben werden musste, wurde im Ortsteil Neuburg im Bereich des heutigen Institutsviertels der Universität 1879 ein neuer Garten angelegt. Ab 1907 war Friedrich Oltmanns Direktor dieses Gartens, der bis zum Ersten Weltkrieg bestand. Noch heute finden sich zahlreiche exotische Bäume an der Albertstraße.
Nachdem ab 1912 unter dem Ordinariat von Oltmanns ein neues Institutsgebäude errichtet worden war, gab man auch diesen Garten auf und verlegte ihn an den heutigen Standort in Herdern. 1915 waren die Gewächshäuser fertiggestellt, 1920 die Freilandanlagen. 1932 wurde Friedrich Oehlkers Direktor des Gartens. 1944 wurde der Garten bei Luftangriffen stark beeinträchtigt. Von 1960 bis 1965 leitete Hans Mohr den Botanischen Garten, gefolgt von Dieter Vogellehner (1969–2002) und Thomas Speck (seit 2002).
2019 wurde mit der Installation eines computergesteuerten Tropfschlauchsystems begonnen, das 30 % Wasser spart. Es soll möglichst auf 10.000 Quadratmeter ausgeweitet werden, was 150.000 Euro kosten würde.

## Anlage
Die Anlage des heutigen Botanischen Gartens geht auf das wissenschaftliche Konzept zurück, das ab 1965 vom damaligen Direktor Dieter Vogellehner umgesetzt wurde und in dessen Mittelpunkt die Evolution der Pflanzen steht.

### Biotope
Folgende Lebensräume (Biotope) sind im Botanischen Garten vorhanden: Alpine Vegetation, Dünen, Heide, Sumpf, Moore, Wasser.

### Schauhäuser
Im Botanischen Garten gibt es vier Schaugewächshäuser mit einer Gesamtfläche von ca. 900 m² Fläche, die in die Bereiche Tropen, Farne und Sukkulenten eingeteilt sind. Daneben existiert ein Kalthaus.

## Anbindung
Der Botanische Garten befindet sich zwischen den Haltestellen Hauptstraße und Okenstraße der Straßenbahnlinie 3. Die Stationen Händelstraße und Hauptstraße des Fahrradverleihsystems Frelo befinden sich in unmittelbarer Nähe.